# 中国系アメリカ人
中国系アメリカ人（ちゅうごくけいアメリカじん、英語: Chinese American, 中国語: 華裔美國人、美籍華人）は、中華圏に起源を持つアメリカ合衆国の国民のことである。

## 概要
アメリカ国籍を有する華人をさす。中国系とはいえ、起源は中国本土系、香港系、台湾系、東南アジア華僑系、東南アジア華人系などに分かれる。その中には中華街に住む者もいる。

## 歴史
記録上、最初に華人がアメリカに到着したのは1785年であるが、それよりもっと早かったかもしれない。アメリカ政府の記録によると、1820年に325人の中国人が移住した。1848年のカリフォルニアゴールドラッシュの時に1000人前後の中国人が渡米した。1852年に25,000人、1880年には10万人以上となった。多くが西海岸に住み、主に鉱山や鉄道敷設工事の労働者、あるいは下働きの奉公人として働いた。独身の男性が中心で広東出身者が多かった。経済的理由のほか、太平天国の乱から逃れて来た人々もいた。
急増する中国人に対し、職をめぐって競合していたアイルランド系をはじめとする白人労働者層を中心に人種差別的な反感が湧き起こり、政府は1872年に中国人女性の移民を禁止、1882年には中国人排斥法を成立させた。1898年には、サンフランシスコ生まれの中国人・黄金徳（Wong Kim Ark）が再入国を拒否されたことで、等しい市民権を保障するアメリカ合衆国憲法修正第14条に違反するとして訴えて勝訴し、以降、アメリカ生まれの中国人は自動的にアメリカ人であることが改めて承認された。
中国人排斥法は1943年に廃止された。

## 捉え方の変化
多くの台湾（中華民国）系移民は、アメリカにおける華人移民の中で最も高い地位を占めており、その経済力や政治的立場は中華人民共和国からの移民とは一線を画す。かつて米国政府は、「台湾系アメリカ人」と「中国系アメリカ人」を区別せず、かれらを「同じ華人」として見なしていた。しかし、ウクライナ戦争後の台湾と中国の関係悪化や、2021年にバイデン政権が発足してから、台湾人と中国人はハッキリと区別され始めている。

## 政治
2014年3月、カリフォルニア州の上院議員であるリーランド・イーが、チャイナタウンのマフィアらと共謀し銃器密売や恐喝、贈賄を行なったとして連邦捜査局に逮捕された。
2019年、実業家であるアンドリュー・ヤンは2020年アメリカ合衆国大統領選挙に民主党から出馬する意向を表明し、8月30日に行われた民主党第二回討論会後の世論調査では3%の支持を得る結果となり、ジョー・バイデンら上位3人には大きく及ばないものの一定の存在感を得た。

## 著名な中国系アメリカ人
- ブルース・リー
- アーチー・カオ
- アグネス・ラム
- アンドリュー・ヤン
- ルーシー・リュー
- イレーン・チャオ
- ゲイリー・フェイ・ロック
- スティーブン・チュー
- ジェレミー・リン
- レイ・チャン
- ケン・リュウ

## 関連文献
- 中垣恒太郎「マーク・トウェインの中国人」『早稲田大学大学院 教育学研究科紀要 別冊』第11巻第1号、早稲田大学大学院教育学研究科、2003年、189-198頁、CRID 1050001202467840640、hdl:2065/5862、ISSN 1340-2218。